# Mokřany (Velké Popovice)
Mokřany je vesnice v okrese Praha-východ, je součástí obce Velké Popovice. Nachází se asi 3,3 km na jih od Velkých Popovic. Vesnicí protéká Mokřanský potok. Je zde evidováno 23 adres.
V katastrálním území Mokřany u Velkých Popovic leží i části vsí Řepčice a Klenové.